# Myrmarachne guaranitica
Myrmarachne guaranitica là một loài nhện trong họ Salticidae.
Loài này thuộc chi Myrmarachne. Myrmarachne guaranitica được María Elena Galiano miêu tả năm 1969.